# Spangenbarrenhort von Oberding
Der Spangenbarrenhort von Oberding ist ein großer Depotfund von 796 Spangenbarren aus Kupfer, der aus der frühen Bronzezeit stammt. 
Er wurde im Jahr 2014 in Oberding in Bayern entdeckt und ist im Museum Erding ausgestellt.

## Beschreibung
Die Fundstelle liegt auf einer lössbedeckten  Hochterrasse am Ostrand des Erdinger Mooses, die seit der Jungsteinzeit um 5300 v. Chr. besiedelt ist und die eine hohe Dichte an Fundstellen aufweist.
Der Hort wurde im Lössboden in einer Nische am Rande einer frühbronzezeitlichen Abfallgrube niedergelegt und ist vergesellschaftet mit Tierknochen und Keramikscherben. Er besteht aus 71 Bündeln von je 10 Stangen aus Kupfer, zwei Bündeln von 12 Stangen und jeweils ein Bündel von acht und 11 Stangen. Der Rest von rund 40 Stangen konnte keinen Bündeln zugewiesen werden. Das Kupfer hat ein Gewicht von 82 Kilogramm. Auffällig an den Bündeln ist die Zahl 10, da die rund 100 Gramm schweren Barren im Zehnerbündel etwa 1 kg wiegen. Dies ist ein Hinweis darauf, dass das Dezimalsystem eine Rolle spielte.
Die Bündel waren zum Teil zu größeren Bündelpaketen zusammengefasst. Die an den Enden leicht gebogenen Stangen, die deswegen als Spangenbarren bezeichnet werden, haben eine Länge von  etwa 30 Zentimetern. Sie sind als Guss gefertigt worden. Spangenbarren gelten als bronzezeitliche Tauschgrundlage und als das älteste Primitivgeld. Sie sind Rohmaterialstücke, die für die Weiterverarbeitung bestimmt sind. Schmiede konnten daraus Waffen, Schmuck und andere Geräte, wie Sicheln, herstellen.

## Entdeckung und Untersuchungen
Entdeckt wurde der Hort im Frühjahr 2014 vor dem Bau eines Wohnhauses am südlichen Ortsrand von Oberding. Da der Bauplatz innerhalb eines bekannten Bodendenkmals in Form einer Siedlung der frühen Bronzezeit lag, erfolgte vor dem Bau eine archäologische Untersuchung des Baugrundes durch ein Grabungsunternehmen. Dabei fand sich der Hort in etwa 1,3 Meter Tiefe.
Der Hort wurde als Blockbergung in einem kleineren und einem größeren Erdblock mit einem Gewicht von 1,2 Tonnen geborgen. Im Bayerischen Landesamt für Denkmalpflege wurden die Fundstücke schichtweise aus den Erdblöcken herauspräpariert. Darüber hinaus kamen bildgebende Verfahren zum Einsatz. Mittels Computertomographie (CT) erlangten die Archäologen Einblicke in den Inhalt und konnten eine Visualisierung des Fundes in 3D vornehmen. Des Weiteren wurden am Fundobjekt, wozu auch Keramik-, Tierknochen- sowie Pflanzenreste aus der Abfallgrube gehörten, Metallanalysen, C14-Analysen zur Datierung, archäozoologische sowie paläobotanische Untersuchungen vorgenommen. C14-Altersbestimmungen an Getreidekörnern und einem Tierknochenfragment aus der Abfallgrube ergaben eine Datierung zwischen etwa 1900 und 1500 v. Chr. Der Guss der Spangenbarren wird in die Frühbronzezeit (1750 bis 1650 v. Chr.) datiert, wofür die Keramik aus dem Fundzusammenhang, die Barrenform und das verwendete Rohkupfer sprechen. Metallanalysen ergaben, dass etwa die Hälfte der Barren aus einem reineren Kupfer besteht, das vermutlich aus Kupferlagerstätten im Salzburger Land stammt. Die andere Hälfte der Barren besteht aus Fahlerzkupfer gegossen, dessen chemische Zusammensetzung für Vorkommen in der Slowakei und im österreichischen Inntal spricht.
Der Fund ist im Museum Erding ausgestellt. 
Vom 21. September 2018 bis 6. Januar 2019 wurde der Spangenbarrenhort im Martin-Gropius-Bau in Berlin in
der Ausstellung Bewegte Zeiten. Archäologie in Deutschland gezeigt, die aus Anlass des Europäischen Kulturerbejahres 2018 stattfand.
Vom 4. Juni 2021 bis zum 9. Januar 2022 wurden Teile des Spangenbarrenhorts (50 Barren) als Leihgabe in der Landesausstellung Die Welt der Himmelsscheibe von Nebra – Neue Horizonte im Landesmuseum für Vorgeschichte in Halle (Saale) gezeigt.